# Suhindol
Suhindol (în bulgară Сухиндол) este un oraș în partea central-nordică a Bulgariei, în Câmpia Dunării. Aparține de  Obștina Suhindol, Regiunea Veliko Târnovo. Centru viticol.

## Demografie
Componența etnică a orașului Suhindol
     Turci (17,51%)
     Nicio identificare (9,72%)
     Bulgari (68,95%)
     Romi (3,64%)
     Altele (0,16%)
La recensământul din 2011, populația orașului Suhindol era de 1.810 locuitori. Din punct de vedere etnic, majoritatea locuitorilor (68,95%) erau bulgari, existând și minorități de turci (17,51%) și romi (3,64%). Pentru 9,72% din locuitori nu este cunoscută apartenența etnică.